# Vanoise

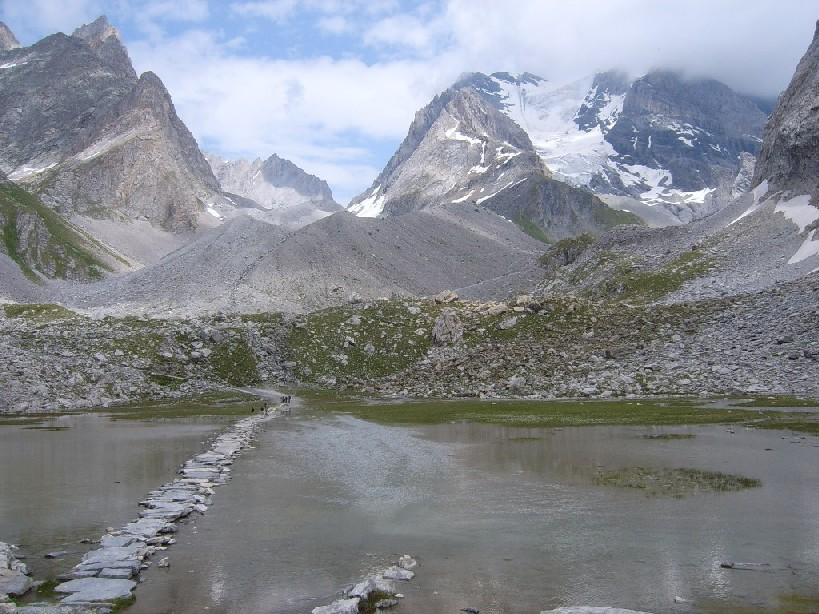
Het Lac des Vaches nabij de Col de la Vanoise met de Grande Casse op de achtergrond

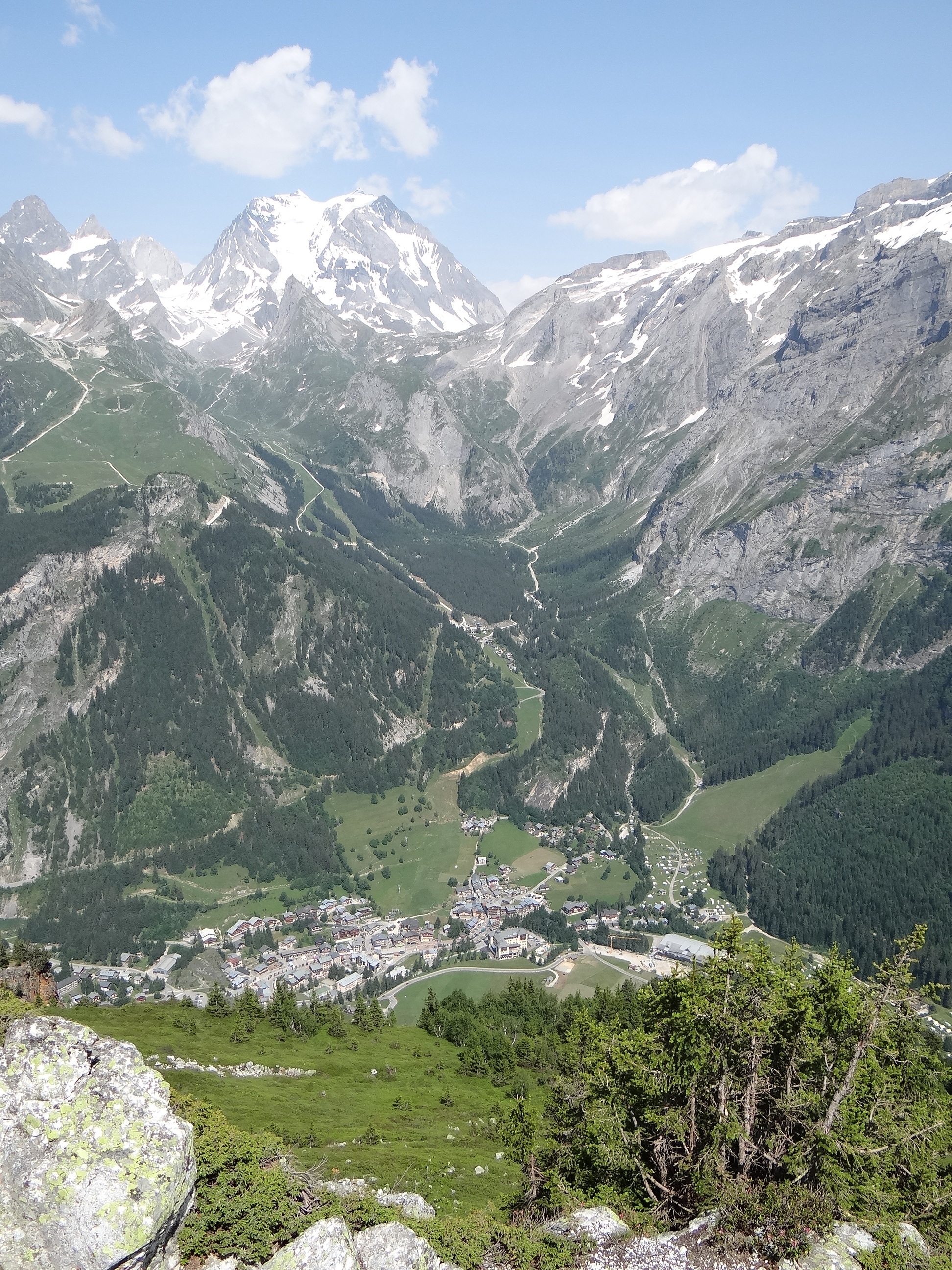
De oorsprong van de term 'Vanoise' zou bij het dorp Pralognan-la-Vanoise liggen

De Vanoise is een bergstreek in het Franse departement Savoie en vormt de westelijke groep van de Grajische Alpen.
Deze bergen worden omgeven door de valleien van de Tarentaise (noord) en de Maurienne (zuid). In de westelijke uitlopers worden de bergen doorsneden door de Col de la Madeleine. Dankzij deze begrenzing heeft de Vanoise haar typische hartvorm op streekkaarten. Een deel van het gebied wordt beschermd als Nationaal park Vanoise.

## Etymologie
De oorsprong van de naam Vanoise is niet volledig duidelijk. Ofwel verwijst het naar een "gevaarlijke vallei", ofwel naar bepaalde rotsen. Oorspronkelijk werd de term Vanoise enkel gebruikt om de streek rond Pralognan aan te duiden. Tussen 1792/1794 en 1815, tijdens de bezetting van de Savoye was dit dorp, dat onderaan de Col de la Vanoise is gelegen, gekend onder de naam "La Vanoise".

## Ligging
De Vanoise maakt deel uit van de Grajische Alpen. Ten oosten van de Vanoise ligt de "Centrale groep" van de Grajische Alpen. Ten noordwesten ligt het massief van Lauzière, met de Grand pic de la Lauzière (2829m) als hoogste punt. De Maurienne-vallei scheidt de Vanoise van het Arves-massief in het zuidwesten en van het Cerces-Thabormassief in het zuiden. Ten zuidoosten van de Vanoise ligt het Mont-Cenismassief, dat deels tot de Grajische Alpen (in ruime betekenis) behoort en deels tot de Cottische Alpen (in ruime betekenis).
De bergtoppen van de Vanoise zijn betrekkelijk hoog: hoger dan het noordelijker gelegen Beaufortainmassief, maar minder hoog dan het meer zuidelijk gelegen Massif des Ecrins (4102 m).

## Wintersport
Het gebied is het bekendst om de vele skigebieden. Vooral het noordelijke deel is helemaal ontsloten voor de skiërs. In het zuidoosten echter wordt deze ontsluiting tegengehouden door het Parc National de la Vanoise.

### Skigebieden
- Les Trois Vallées (600 km pistes)
- Tignes + Val d'Isère = Espace Killy (300 km)
- La Plagne + Les Arcs = Paradiski (430 km)

## Bergen
- De Grande Casse (3855 m)
- De Mont Pourri (3780 m)
- De Dent Parrachée (3697 m)
- De Grande Motte (3656 m)
- De Mont Turia (3650 m)
- De Dôme de la Sache (3601 m)
- De Dôme de l'Arpont, (3601 m)
- De Dôme de Chasseforêt, (3586 m)
- De Grand roc Noir, (3582 m)
- De Dôme des Nants, (3570 m)
- De Aiguille de Péclet (3561 m)
- De Aiguille de Polset, (3531 m)
- De Mont de Gébroulaz, (3511 m)
- De Dôme de Polset, (3501 m)
- De Dôme des Platières (3473 m)
- De Bellecôte (3417 m)
- De Grand Bec (3398 m)
- De Aiguille Rouge (3227 m)
- De Aiguille du Fruit (3051 m)

## Galerij

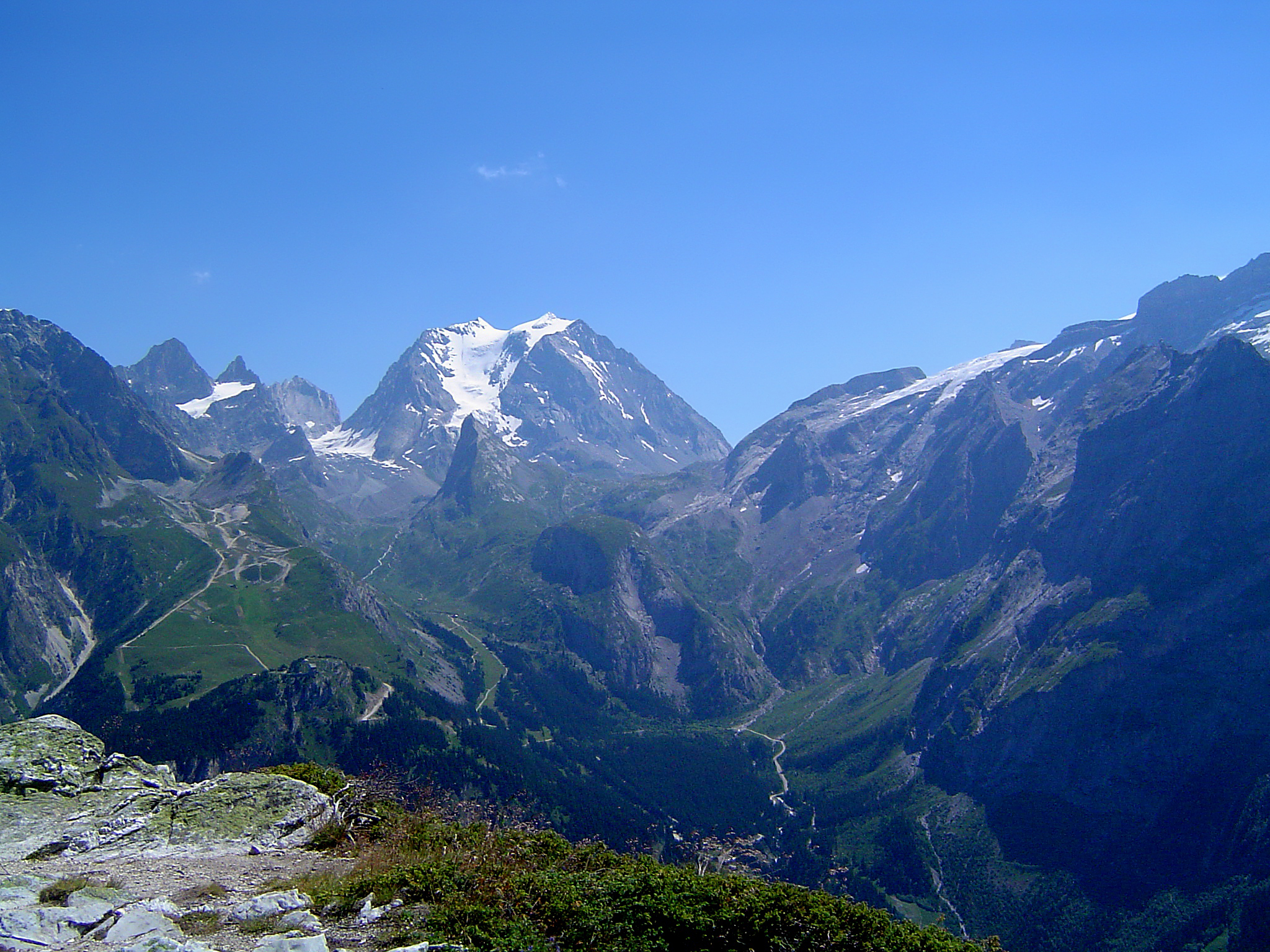
De Grande Casse, de hoogste top van de Vanoise
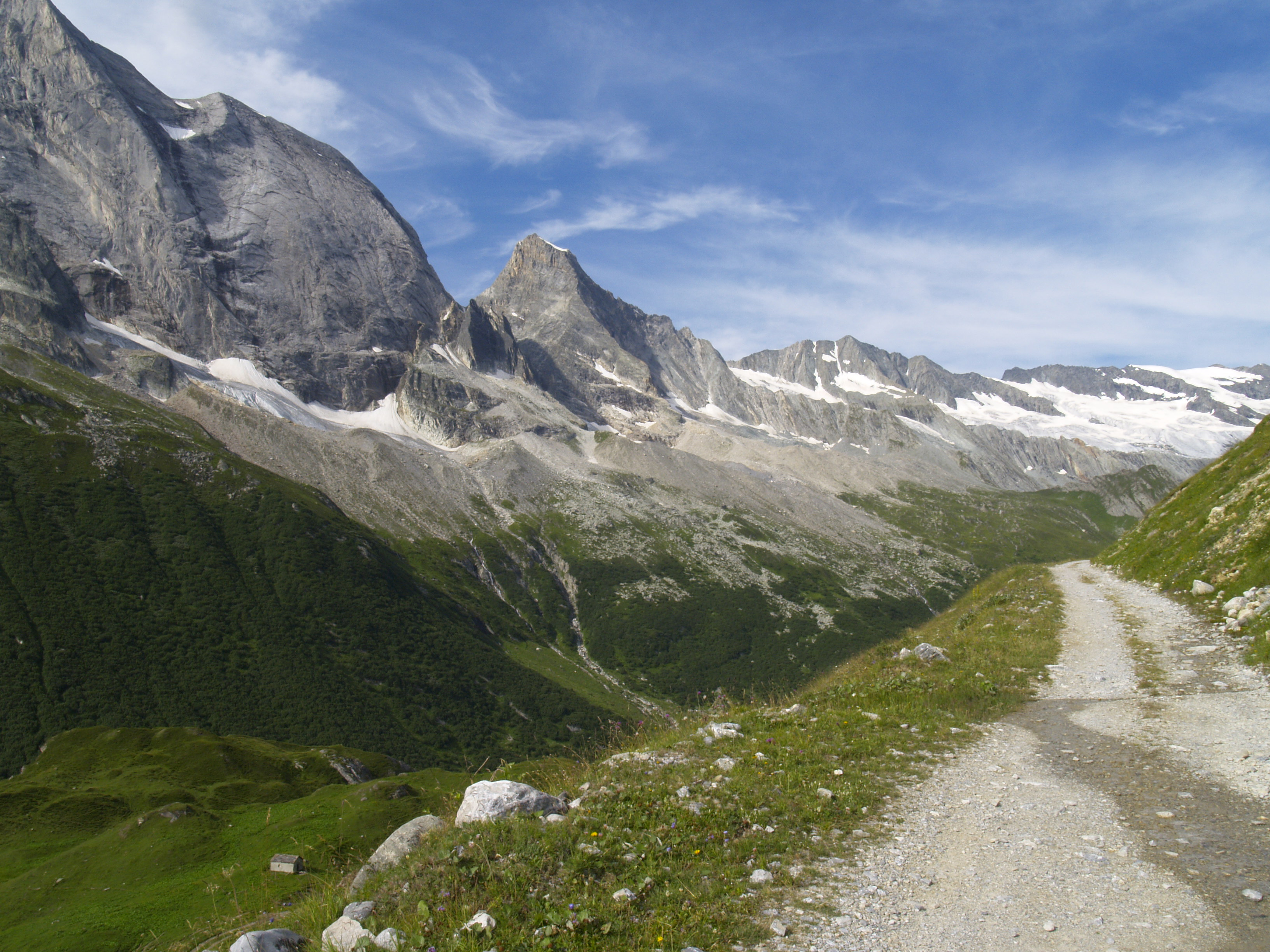
Het massief van de Vanoise stroomopwaarts van Champagny-en-Vanoise
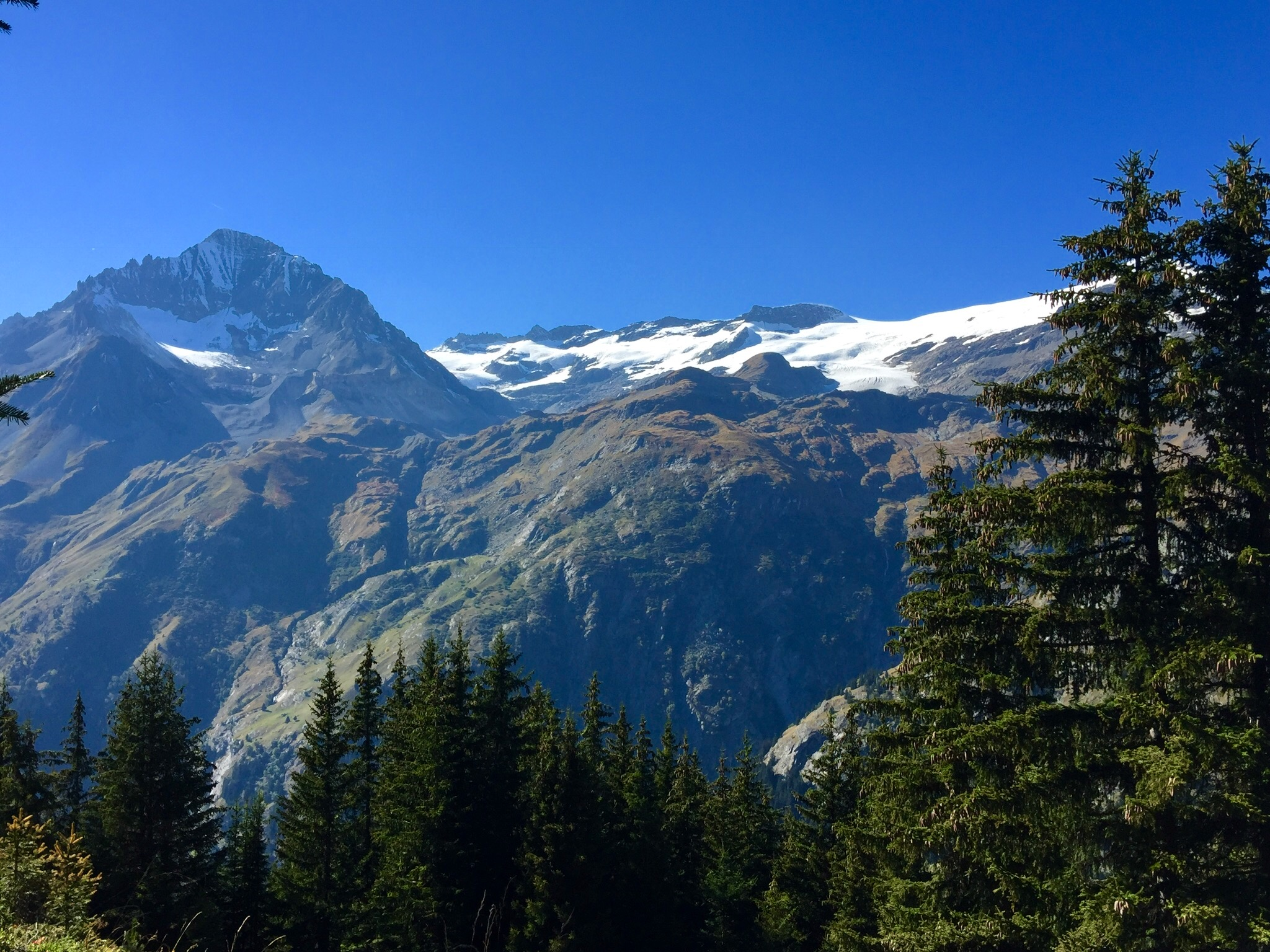
Het gletsjerplateau van de Glaciers de la Vanoise van in het dal gezien.
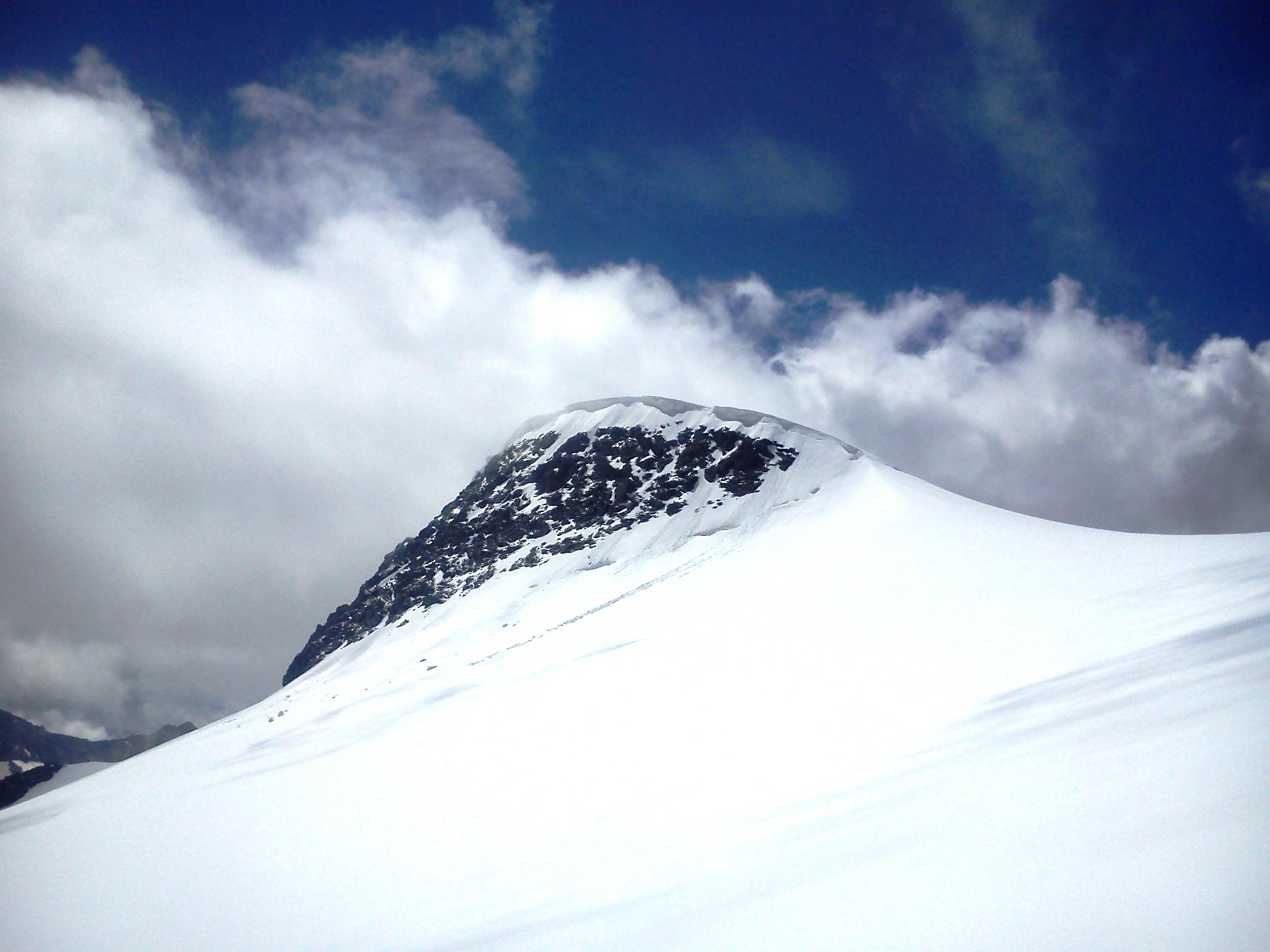
De Dôme de l'Arpont vormt het hoogste punt van de gletsjers van de Vanoise.
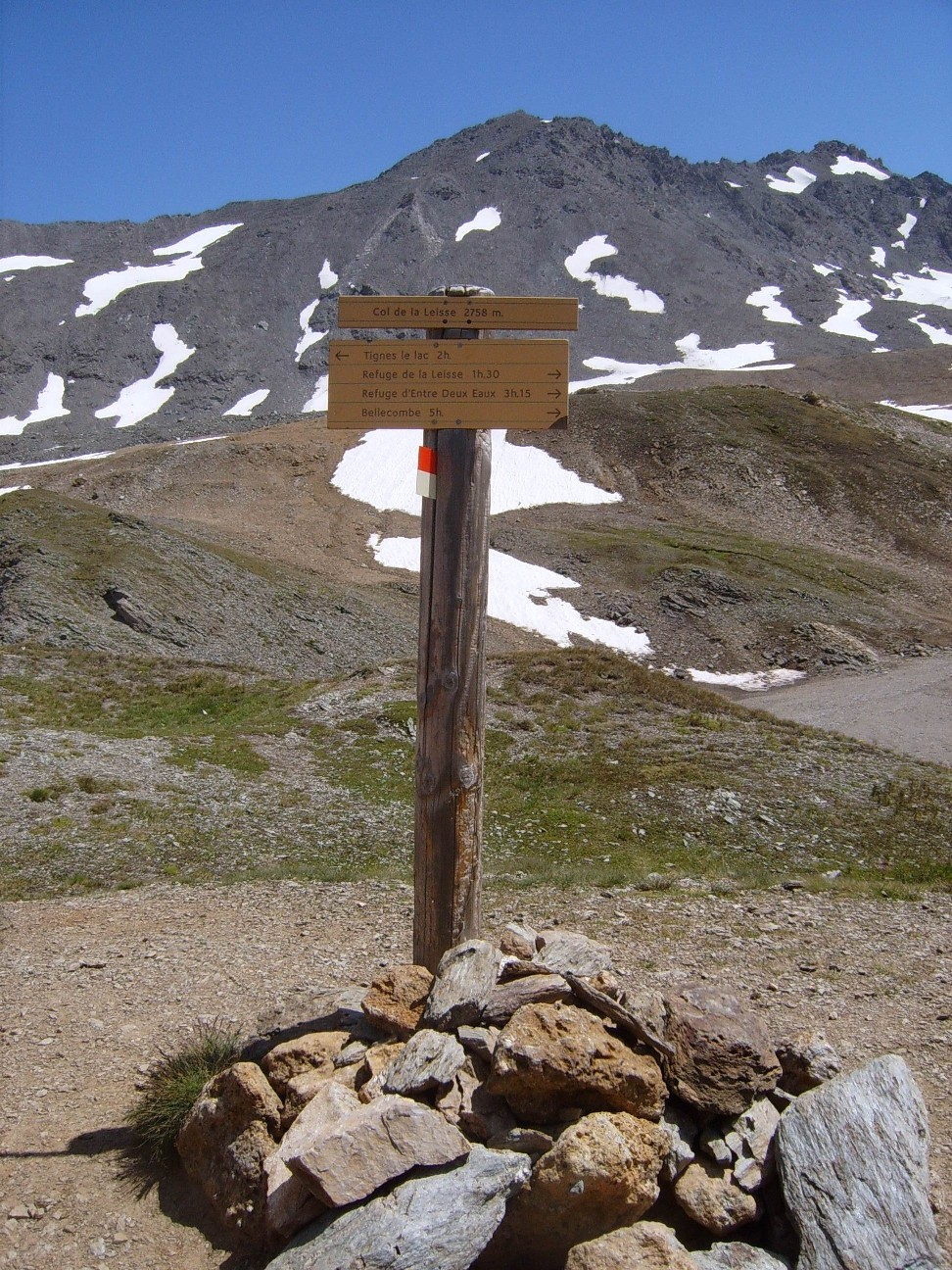
Wegwijzers voor wandelaars nabij op de Col de la Leisse.
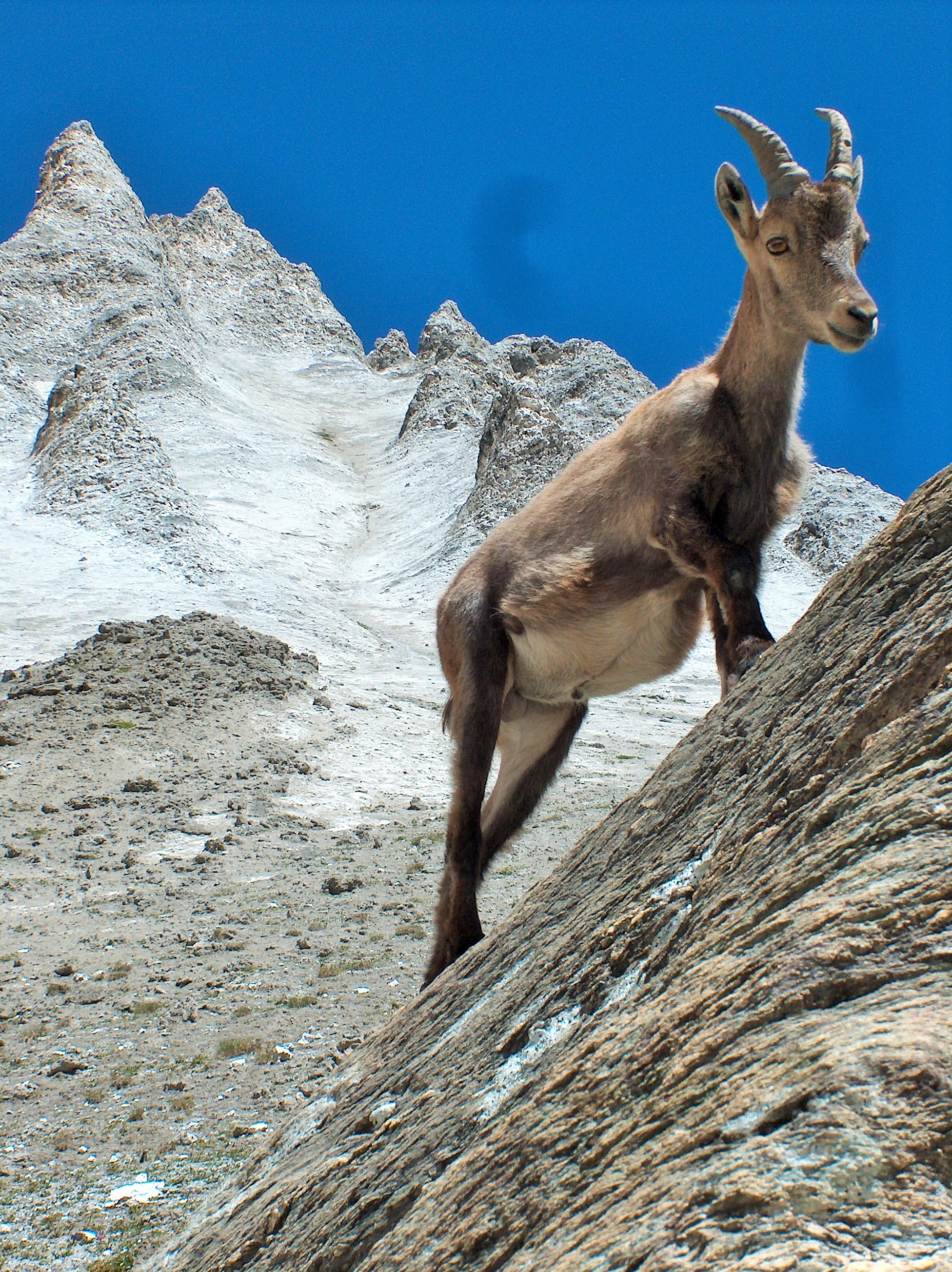
Jonge Alpensteenbok nabij de col du Soufre (2 817 m).
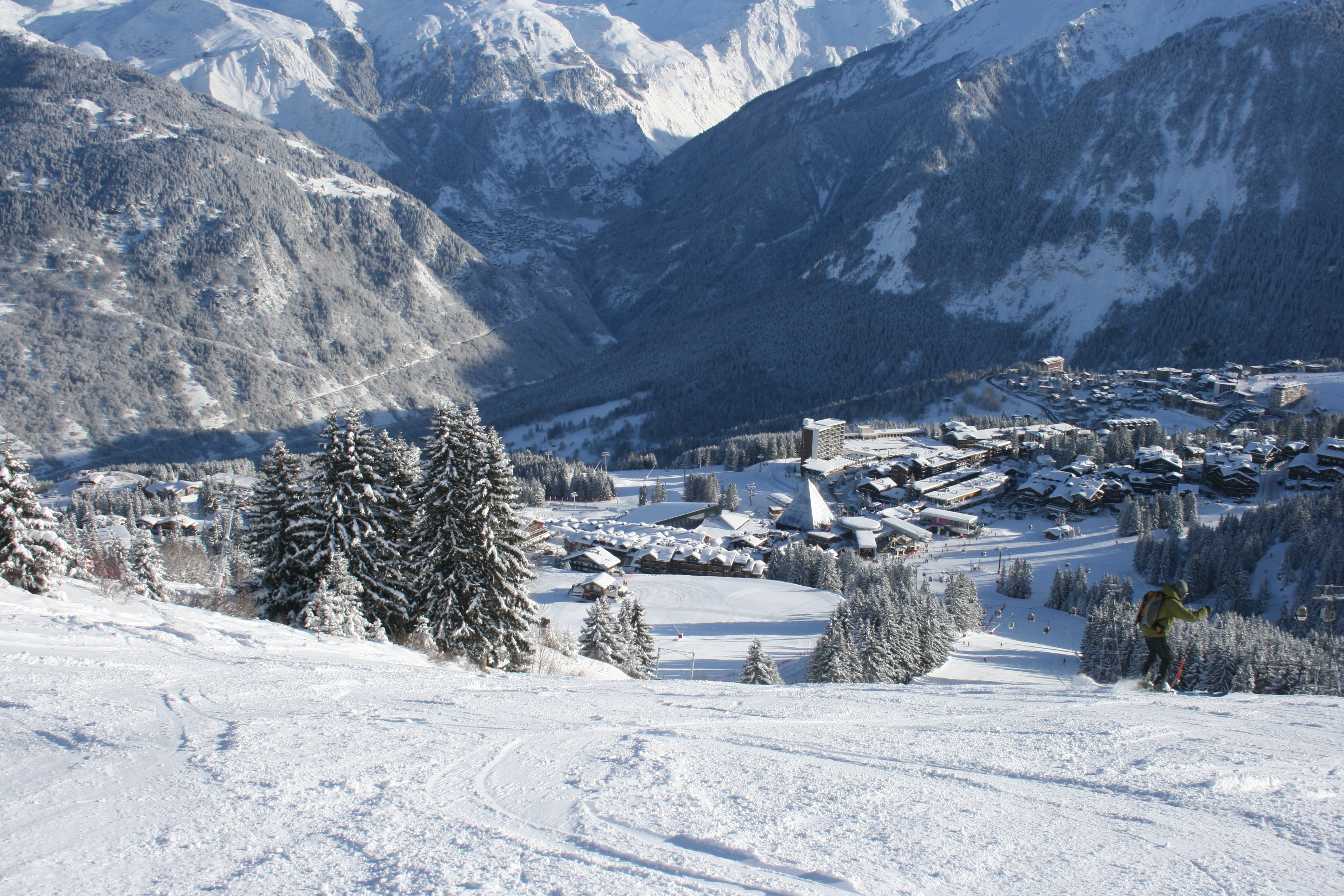
Het skigebied van Courchevel.
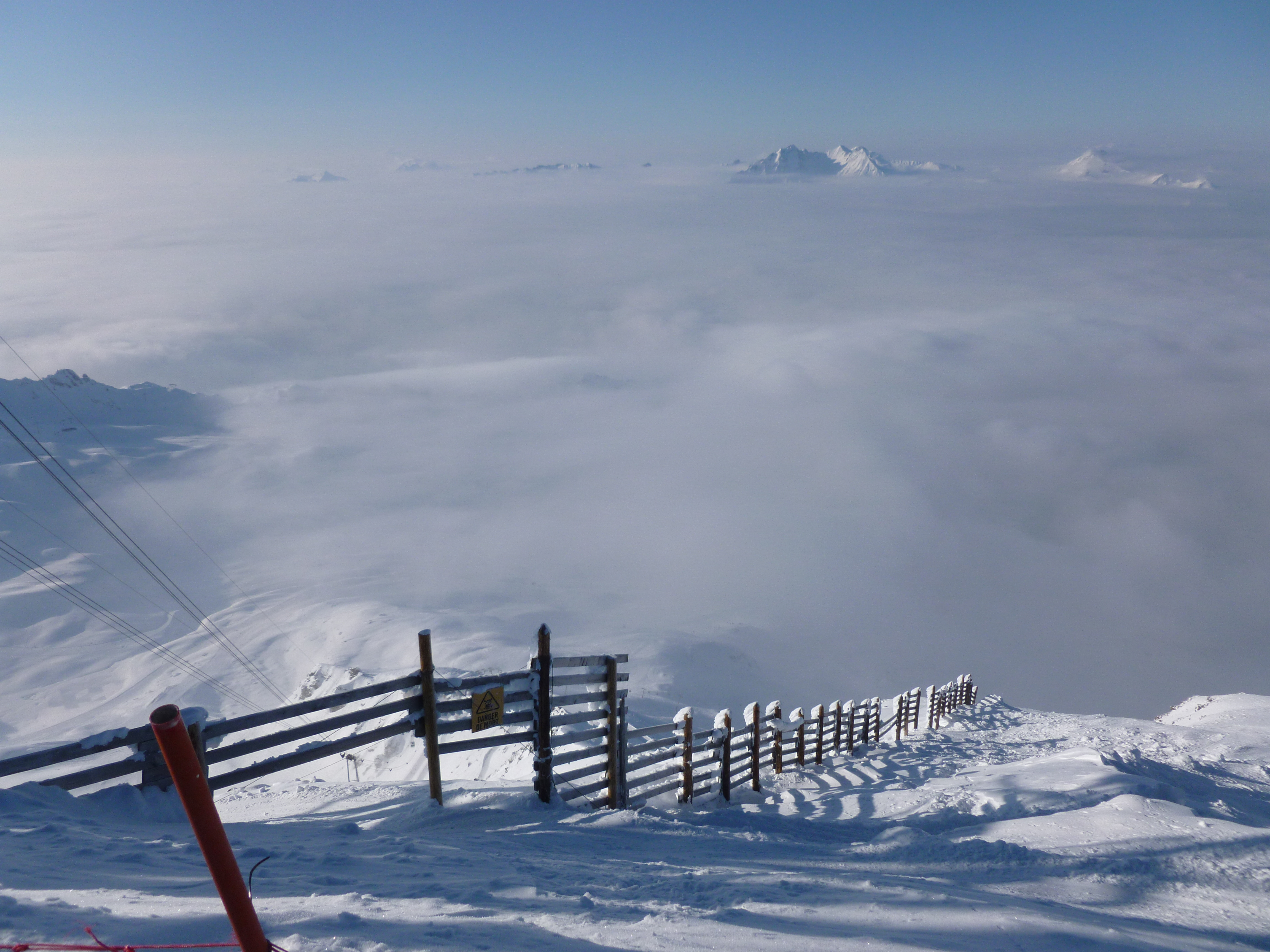
Zicht vanop de Aiguille Rouge op het skigebied van Paradiski.
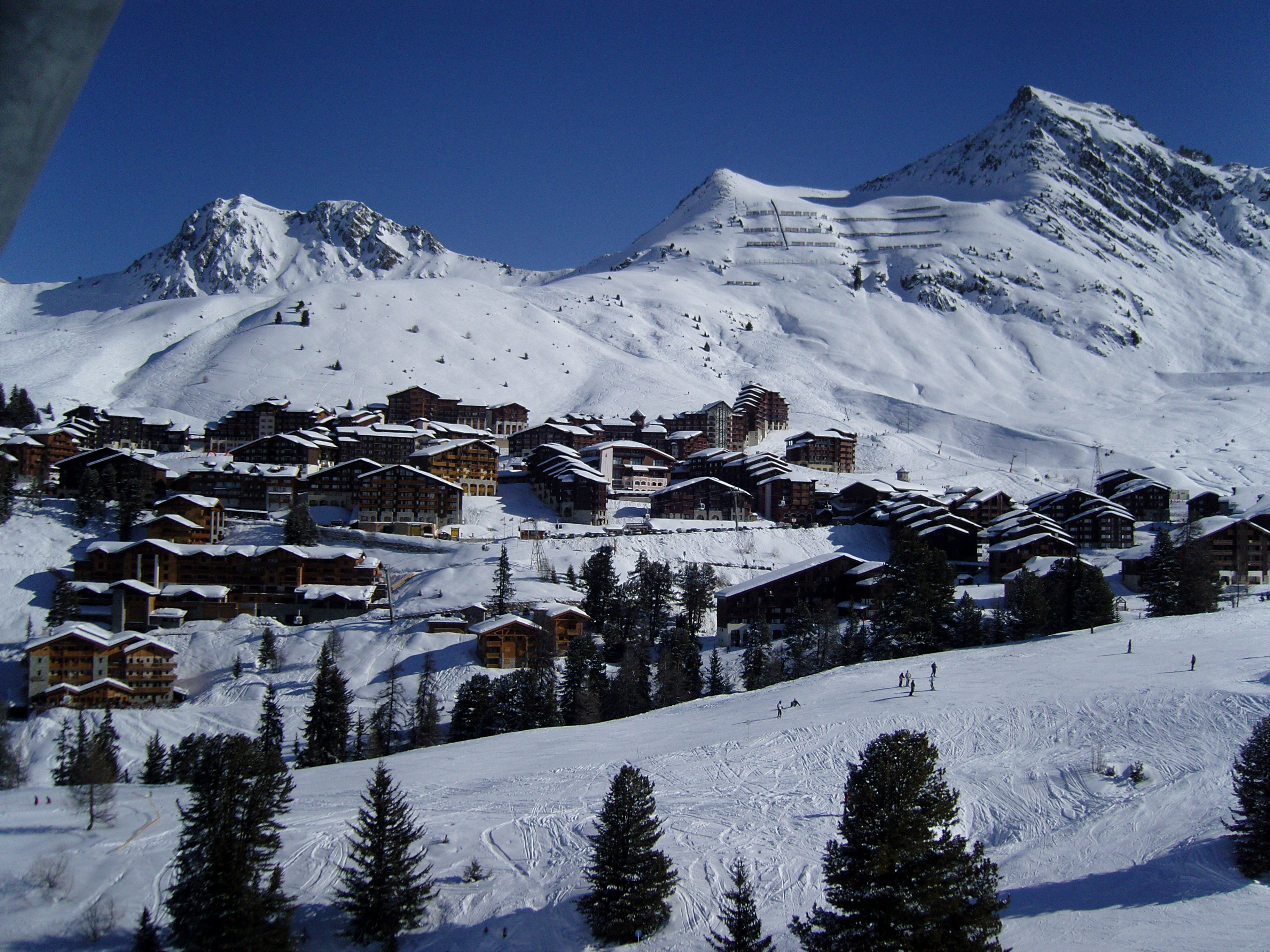
Skistation Belle Plagne (Paradiski).